# Hajdúdorog
Hajdúdorog es una ciudad húngara perteneciente al distrito de Hajdúböszörmény en el condado de Hajdú-Bihar, con una población en 2012 de 8888 habitantes.
A diferencia de la población de los alrededores, que es principalmente católica de ritos latinos, en esta ciudad la mayoría de la población forma parte de la Iglesia greco-católica húngara. Da nombre a la Archieparquía de Hajdúdorog, la más importante del país para dicha iglesia, y alberga la catedral de la Protección de la Madre de Dios.
Se encuentra ubicada unos 10 km al norte de la capital distrital Hajdúböszörmény.